# Wereldkampioenschappen kunstschaatsen 2001
De Wereldkampioenschappen kunstschaatsen is een evenement dat georganiseerd wordt door de Internationale Schaatsunie, in deze competitie doen kunstschaatsers mee. De winnaar mag zich kronen tot Wereldkampioen kunstschaatsen. Dit evenement is het meest prestigieuze evenement van het jaar in de kunstrijwereld.
In 2001 werden de kampioenschappen van 17 tot en met 25 maart gehouden in Vancouver, eerder was Vancouver gaststad in 1960. Het was voor de achtste maal dat de Wereldkampioenschappen Kunstschaatsen in Canada plaatsvonden. Eerder vonden de WK-toernooien plaats in Montreal (1932), Calgary (1972),  Ottawa (1978, 1984),  Halifax (1990) en Edmonton (1996).
Voor de mannen was het de 91e editie, voor de vrouwen de 81e editie, voor de paren de 79e editie, en voor de ijsdansers de 49e editie.

## Deelname
Elk lid van de ISU kon één schaatser/één paar aanmelden per discipline. Extra startplaatsen (met en maximum van drie per discipline) zijn verdiend op basis van de eindklasseringen op het WK van 2000
Bij de mannen en vrouwen vond er eerst een kwalificatieronde plaats in twee groepen (A + B), hiervan mochten de eerste vijftien per groep de korte kür rijden waarna er nog eens zes afvielen zodat er vierentwintig deelnemers aan de lange kür deelnamen. Bij het IJsdansen werden de twee verplichte küren ook in een A + B groep verreden.
Om deel te nemen moet een deelnemer/deelneemster op 1 juli voorafgaand aan het kampioenschap minimaal vijftien jaar oud zijn.

### Deelnemende landen
Zesenveertig landen schreven deelnemers in voor dit toernooi, zij zouden samen het recordaantal van 150 startplaatsen invullen. (Tussen haakjes het totaal aantal startplaatsen over de vier disciplines.) 
| Rusland (11) Frankrijk (9) Verenigde Staten (9) Canada (8) China (7) Italië (6) Oekraïne (6) Duitsland (5) Japan (5) Azerbeidzjan (4) | Estland (4) Hongarije (4) Israël (4) Polen (4) Slowakije (4) Australië (3) Bulgarije (3) Joegoslavië (3) Oezbekistan (3) | Tsjechië (3) Verenigd Koninkrijk (3) Wit-Rusland (3) Zuid-Korea (3) Zwitserland (3) België (2) Finland (2) Griekenland (2) Kroatië (2) | Letland (2) Kazachstan (2) Mexico (2) Nieuw-Zeeland (2) Roemenië (2) Spanje (2) Zuid-Afrika (2) Armenië (1) Bosnië en Herzegovina (1) | Denemarken (1) Georgië (1) Hongkong (1) Litouwen (1) Nederland (1) Oostenrijk (1) Slovenië (1) Taiwan (1) Zweden (1) |

## Medailleverdeling
Bij de mannen veroverde Jevgeni Ploesjenko de wereldtitel, het was zijn derde medaille, in 1998 werd hij derde en in 1999 tweede. Alexei Yagudin op plaats twee veroverde voor de vijfde opeenvolgende keer een medaille, in 1997 werd hij derde en van 1998-2000 wereldkampioen. Voor Todd Eldredge op de derde plaats was het zijn zesde WK medaille, in 1991 werd hij ook derde en in 1995, 1997, 1998 tweede en hij werd wereldkampioen in 1996.
Bij de vrouwen veroverde Michelle Kwan veroverde haar vierde wereldtitel, ook in 1996,1998 en 2000 werd ze wereldkampioene, het was haar zesde WK medaille, in 1997 en 1999 werd ze tweede. Irina Sloetskaja op plaats twee veroverde haar vierde medaille, in 1996 werd ze derde en in 1998 en 2000  tweede. Sarah Hughes op de derde plaats veroverde ook haar eerste WK medaille.
Bij het paarrijden veroverden Jamie Salé/David Pelletierde de wereldtitel, het was hun eerste WK medaille. De wereldkampioenen van 1998 en 1999, het paar Elena Berezhnaya/Anton Sikharulidze, werd dit jaar tweede. Shen Xue/Zhao Hongbo op plaats drie veroverden hun derde opeenvolgende WK medaille, in 1999 en 2000 werden ze tweede.
Bij het ijsdansen veroverden Barbara Fusar-Poli/Maurizio Margaglio de wereldtitel, het was hun tweede medaille, in 2000 werden ze tweede. De nummers twee, Marina Anissina/Gwendal Peizerat,  veroverden voor het vierde opeenvolgende jaar een medaille, in 1998, 1999 werden ze tweede en in 2000 wereldkampioen. Irina Lobacheva/Ilia Averbukh op plaats drie veroverden hun eerste medaille.
| Discipline | Goud ·                                  | Zilver ·                              | Brons ·                         |
| ---------- | --------------------------------------- | ------------------------------------- | ------------------------------- |
| Mannen     | Jevgeni Ploesjenko                      | Aleksej Jagoedin                      | Todd Eldredge                   |
| Vrouwen    | Michelle Kwan                           | Irina Sloetskaja                      | Sarah Hughes                    |
| Paren      | Jamie Salé / David Pelletier            | Elena Berezhnaya / Anton Sikharulidze | Shen Xue / Zhao Hongbo          |
| IJsdansen  | Barbara Fusar Poli / Maurizio Margaglio | Marina Anissina / Gwendal Peizerat    | Irina Lobacheva / Ilia Averbukh |

## Uitslagen

### Mannen en vrouwen
| Mannen                 | Mannen                    | Mannen                       | Mannen | Mannen      | Mannen    | Mannen    |
| Nr.                    | naam (deelnames)          | land                         | punten | kwalif. A/B | korte kür | lange kür |
| ---------------------- | ------------------------- | ---------------------------- | ------ | ----------- | --------- | --------- |
| Goud                   | Jevgeni Ploesjenko (4)    | Vlag van Rusland             | 2.0    | 1B          | 1         | 1         |
| Zilver                 | Aleksej Jagoedin (5)      | Vlag van Rusland             | 5.2    | 5A          | 2         | 2         |
| Brons                  | Todd Eldredge (8)         | Vlag van Verenigde Staten    | 5.6    | 2A          | 3         | 3         |
| 4                      | Timothy Goebel (3)        | Vlag van Verenigde Staten    | 7.6    | 3A          | 4         | 4         |
| 5                      | Takeshi Honda (6)         | Vlag van Japan               | 12.4   | 1B          | 10        | 6         |
| 6                      | Li Yunfei (1)             | Vlag van China               | 12.4   | 6A          | 5         | 7         |
| 7                      | Li Chengjiang (2)         | Vlag van China               | 14.8   | 8B          | 6         | 8         |
| 8                      | Alexander Abt (2)         | Vlag van Verenigde Staten    | 14.8   | 4A          | 7         | 9         |
| 9                      | Emanuel Sandhu (3)        | Vlag van Canada              | 16.2   | 4B          | 16        | 5         |
| 10                     | Elvis Stojko (11)         | Vlag van Canada              | 18.4   | 2B          | 11        | 11        |
| 11                     | Stanick Jeannette (2)     | Vlag van Frankrijk           | 18.6   | 3B          | 9         | 12        |
| 12                     | Ivan Dinev (8)            | Vlag van Bulgarije           | 20.0   | 7A          | 12        | 10        |
| 13                     | Sergei Rylov (3)          | Vlag van Azerbeidzjan        | 24.8   | 7B          | 15        | 13        |
| 14                     | Anthony Liu (5)           | Vlag van Australië           | 24.8   | 10B         | 8         | 16        |
| 15                     | Zhang Min (2)             | Vlag van China               | 27.6   | 6B          | 17        | 15        |
| 16                     | Patrick Meier (7)         | Vlag van Zwitserland         | 29.0   | 8A          | 13        | 18        |
| 17                     | Yamato Tamura (3)         | Vlag van Japan               | 30.4   | 5B          | 24        | 14        |
| 18                     | Stefan Lindemann (3)      | Vlag van Duitsland           | 32.0   | 9B          | 14        | 20        |
| 19                     | Vincent Restencourt (2)   | Vlag van Frankrijk           | 33.0   | 13A         | 18        | 17        |
| 20                     | Roman Skorniakov (5)      | Vlag van Oezbekistan         | 35.6   | 13B         | 19        | 19        |
| 21                     | Gheorghe Chiper (2)       | Vlag van Roemenië            | 38.6   | 11A         | 22        | 21        |
| 22                     | Vitali Daniltsjenko (3)   | Vlag van Oekraïne            | 38.6   | 9A          | 20        | 23        |
| 23                     | Dmitri Dmitrenko (6)      | Vlag van Oekraïne            | 40.6   | 10A         | 21        | 24        |
| 24                     | Markus Leminen (8)        | Vlag van Finland             | 41.4   | 14B         | 23        | 22        |
| Vrije kür niet bereikt |                           |                              |        |             |           |           |
| 25                     | Vachtang Moervanidze (5)  | Vlag van Georgië             |        | 11B         | 26        |           |
| 26                     | Neil Wilson (3)           | Vlag van Verenigd Koninkrijk |        | 14A         | 25        |           |
| 27                     | Angelo Dolfini (3)        | Vlag van Italië              |        | 12A         | 28        |           |
| 28                     | Robert Kazimir (5)        | Vlag van Slowakije           |        | 15B         | 27        |           |
| 29                     | Sergej Davydov (1)        | Vlag van Wit-Rusland         |        | 12B         | 29        |           |
| 30                     | Gregor Urbas (1)          | Vlag van Slovenië            |        | 15A         | 30        |           |
| Korte kür niet bereikt |                           |                              |        |             |           |           |
|                        | Alexei Kozlov (1)         | Vlag van Estland             |        | 16A         |           |           |
|                        | Kristoffer Berntsson (1)  | Vlag van Zweden              |        | 16B         |           |           |
|                        | Kevin Van der Perren (2)  | Vlag van België              |        | 17A         |           |           |
|                        | Michael Shmerkin (8)      | Vlag van Israël              |        | 17B         |           |           |
|                        | Konstantin Kostin (5)     | Vlag van Letland             |        | 18A         |           |           |
|                        | Zoltán Tóth (1)           | Vlag van Hongarije           |        | 18B         |           |           |
|                        | Juri Litvinov (6)         | Vlag van Kazachstan          |        | 19A         |           |           |
|                        | Gareth Echardt (1)        | Vlag van Zuid-Afrika         |        | 19B         |           |           |
|                        | Yon Garcia (2)            | Vlag van Spanje              |        | 20A         |           |           |
|                        | Mauricio Medellin (1)     | Vlag van Mexico              |        | 20B         |           |           |
|                        | Ricky Cockerill (2)       | Vlag van Nieuw-Zeeland       |        | 21A         |           |           |
|                        | Milos Milanovic (1)       | Vlag van Joegoslavië         |        | 21B         |           |           |
|                        | Panagiotis Markouizos (4) | Vlag van Griekenland         |        | 22A         |           |           |
|                        | Lee Kyu-hyun (6)          | Vlag van Zuid-Korea          |        | tzt *       |           |           |

| Vrouwen                | Vrouwen                  | Vrouwen                      | Vrouwen | Vrouwen     | Vrouwen   | Vrouwen   |
| Nr.                    | naam (deelnames)         | land                         | punten  | kwalif. A/B | korte kür | lange kür |
| ---------------------- | ------------------------ | ---------------------------- | ------- | ----------- | --------- | --------- |
| Goud                   | Michelle Kwan (8)        | Vlag van Verenigde Staten    | 2.6     | 1A          | 2         | 1         |
| Zilver                 | Irina Sloetskaja (6)     | Vlag van Rusland             | 3.0     | 1B          | 1         | 2         |
| Brons                  | Sarah Hughes (3)         | Vlag van Verenigde Staten    | 7.2     | 2A          | 4         | 4         |
| 4                      | Maria Boetyrskaja (7)    | Vlag van Rusland             | 7.6     | 4A          | 5         | 3         |
| 5                      | Angela Nikodinov (3)     | Vlag van Verenigde Staten    | 8.0     | 3A          | 3         | 5         |
| 6                      | Viktoria Voltsjkova (3)  | Vlag van Rusland             | 10.4    | 2B          | 6         | 6         |
| 7                      | Fumie Suguri (3)         | Vlag van Japan               | 13.2    | 5A          | 7         | 7         |
| 8                      | Elena Liasjenko (7)      | Vlag van Oekraïne            | 15.4    | 5B          | 9         | 8         |
| 9                      | Vanessa Gusmeroli (6)    | Vlag van Frankrijk           | 16.0    | 3B          | 8         | 10        |
| 10                     | Silvia Fontana (6)       | Vlag van Italië              | 16.6    | 4B          | 10        | 9         |
| 11                     | Elina Kettunen (1)       | Vlag van Finland             | 21.0    | 7A          | 12        | 11        |
| 12                     | Sarah Meier (1)          | Vlag van Zwitserland         | 22.6    | 10B         | 11        | 12        |
| 13                     | Tatiana Malinina (9)     | Vlag van Oezbekistan         | 23.8    | 6A          | 14        | 13        |
| 14                     | Mikkeline Kierkgaard (2) | Vlag van Denemarken          | 27.4    | 8A          | 17        | 14        |
| 15                     | Jennifer Robinson (5)    | Vlag van Canada              | 27.4    | 7B          | 16        | 15        |
| 16                     | Susanne Stadlmüller (1)  | Vlag van Duitsland           | 28.2    | 11A         | 13        | 16        |
| 17                     | Laetitia Hubert (8)      | Vlag van Frankrijk           | 30.8    | 6B          | 19        | 17        |
| 18                     | Júlia Sebestyén (4)      | Vlag van Hongarije           | 32.4    | 9A          | 7         | 11        |
| 19                     | Tamara Dorofejev (1)     | Vlag van Hongarije           | 34.8    | 8B          | 21        | 19        |
| 20                     | Julia Soldatova (2)      | Vlag van Wit-Rusland         | 35.0    | 10A         | 15        | 22        |
| 21                     | Annie Bellemare (1)      | Vlag van Canada              | 37.2    | 13B         | 20        | 20        |
| 22                     | Karen Venhuizen (1)      | Vlag van Nederland           | 40.4    | 14B         | 23        | 21        |
| 23                     | Park Bit-na (1)          | Vlag van Zuid-Korea          | 41.0    | 9B          | 24        | 23        |
| 24                     | Zuzana Babiakova (1)     | Vlag van Slowakije           | 41.6    | 11B         | 22        | 24        |
| Vrije kür niet bereikt |                          |                              |         |             |           |           |
| 25                     | Idora Hegel (2)          | Vlag van Kroatië             |         | 12B         | 25        |           |
| 26                     | Hristina Vassileva (1)   | Vlag van Bulgarije           |         | 12A         | 27        |           |
| 27                     | Roxana Luca (3)          | Vlag van Roemenië            |         | 14A         | 26        |           |
| 28                     | Sun Siyin (2)            | Vlag van China               |         | 15B         | 28        |           |
| 29                     | Carina Chen (1)          | Vlag van Taiwan              |         | 13A         | 30        |           |
| 30                     | Marta Andrade (10)       | Vlag van Spanje              |         | 15A         | 29        |           |
| Korte kür niet bereikt |                          |                              |         |             |           |           |
|                        | Halina Maniatsjenko (2)  | Vlag van Oekraïne            |         | 16A         |           |           |
|                        | Zoe Jones (2)            | Vlag van Verenigd Koninkrijk |         | 16B         |           |           |
|                        | Lenka Seniglova (1)      | Vlag van Tsjechië            |         | 17A         |           |           |
|                        | Natalie Hoste (1)        | Vlag van België              |         | 17B         |           |           |
|                        | Anna Wenzel (3)          | Vlag van Oostenrijk          |         | 18A         |           |           |
|                        | Sabina Wojtala (3)       | Vlag van Polen               |         | 18B         |           |           |
|                        | Georgina Papavasilou (1) | Vlag van Griekenland         |         | 19A         |           |           |
|                        | Stephanie Zhang (1)      | Vlag van Australië           |         | 19B         |           |           |
|                        | Shirene Human (6)        | Vlag van Zuid-Afrika         |         | 20A         |           |           |
|                        | Marina Khalturina (7)    | Vlag van Kazachstan          |         | 20B         |           |           |
|                        | Dirke O'Brien Baker (1)  | Vlag van Nieuw-Zeeland       |         | 21A         |           |           |
|                        | Olga Vassiljeva (7)      | Vlag van Estland             |         | 21B         |           |           |
|                        | Rocio Salas Visuet (3)   | Vlag van Mexico              |         | 22A         |           |           |
|                        | Joelija Vorobjova (9)    | Vlag van Azerbeidzjan        |         | 22B         |           |           |
|                        | Christine Lee (1)        | Vlag van Hongkong            |         | 23A         |           |           |
|                        | Darya Zuravicky (1)      | Vlag van Israël              |         | 23B         |           |           |
|                        | Ksenia Jastsenjski (1)   | Vlag van Joegoslavië         |         | 24B         |           |           |

### Paren en ijsdansen
| Paren                  | Paren                                       | Paren                     | Paren  | Paren     | Paren     |
| Nr.                    | naam (deelnames)                            | land                      | punten | korte kür | lange kür |
| ---------------------- | ------------------------------------------- | ------------------------- | ------ | --------- | --------- |
| Goud                   | Jamie Sale (3) David Pelletier (3)          | Vlag van Canada           | 2.5    | 3         | 1         |
| Zilver                 | Elena Berezhnaya (7) Anton Sikharulidze (6) | Vlag van Rusland          | 2.5    | 1         | 2         |
| Brons                  | Shen Xue Zhao Hongbo (7)                    | Vlag van China            | 4.0    | 2         | 3         |
| 4                      | Maria Petrova (5) Aleksej Tichonov (4)      | Vlag van Rusland          | 7.0    | 4         | 5         |
| 5                      | Tatjana Totmjanina Maksim Marinin (3)       | Vlag van Rusland          | 8.0    | 8         | 4         |
| 6                      | Dorota Zagórska (7) Mariusz Siudek (9)      | Vlag van Polen            | 8.5    | 5         | 6         |
| 7                      | Kyoko Ina (7) John Zimmerman (4)            | Vlag van Verenigde Staten | 10.0   | 6         | 7         |
| 8                      | Kristy Sargeant-Wirtz (7) Kris Wirtz (8)    | Vlag van Canada           | 15.0   | 14        | 8         |
| 9                      | Aliona Savchenko (1) Stanislav Morozov (3)  | Vlag van Oekraïne         | 15.0   | 12        | 9         |
| 10                     | Pang Qing Tong Jian (3)                     | Vlag van China            | 15.0   | 10        | 10        |
| 11                     | Tiffany Scott Philip Dulebohn (2)           | Vlag van Verenigde Staten | 16.5   | 9         | 12        |
| 12                     | Katerina Berankova (6) Otto Dlabola (6)     | Vlag van Tsjechië         | 17.5   | 13        | 11        |
| 13                     | Inga Rodionova (5) Andrei Krukov (7)        | Vlag van Azerbeidzjan     | 20.5   | 11        | 15        |
| 14                     | Sabrina Lefrancois Jerome Blanchard (1)     | Vlag van Frankrijk        | 21.5   | 17        | 13        |
| 15                     | Yuko Kawaguchi Alexander Markuntsov (1)     | Vlag van Japan            | 21.5   | 15        | 14        |
| 16                     | Mariana Kautz Norman Jeschke (3)            | Vlag van Duitsland        | 24.0   | 16        | 16        |
| 17                     | Natalia Ponomareva (2) Evgeni Sviridov (3)  | Vlag van Oezbekistan      | 26.0   | 18        | 17        |
| 18                     | Viktoria Shklover (2) Valdis Mintals (5)    | Vlag van Estland          | 27.5   | 19        | 18        |
| 19                     | Maria Krasiltseva (3) Artem Znachkov (2)    | Vlag van Armenië          | 29.0   | 20        | 19        |
| -                      | Sarah Abitbol Stephane Bernadis (8)         | Vlag van Frankrijk        |        | 7         | tzt *     |
| Korte kür niet bereikt |                                             |                           |        |           |           |
| 21                     | Jelena Sirokhvatova (3) Juri Salmonov (3)   | Vlag van Letland          |        | 21        |           |
| 22                     | Olga Bestandigova Jozef Bestandig (4)       | Vlag van Slowakije        |        | 22        |           |
| 23                     | Michela Cobisi Ruben De Pra (1)             | Vlag van Italië           |        | 23        |           |
| 24                     | Ivana Durin Andrei Maximov (1)              | Vlag van Joegoslavië      |        | 24        |           |

| IJsdansen                  | IJsdansen                                     | IJsdansen                      | IJsdansen | IJsdansen    | IJsdansen    | IJsdansen | IJsdansen |
| Nr.                        | naam (deelnames)                              | land                           | punten    | verpl. kür 1 | verpl. kür 2 | org. kür  | vrije kür |
| -------------------------- | --------------------------------------------- | ------------------------------ | --------- | ------------ | ------------ | --------- | --------- |
| Goud                       | Barbara Fusar Poli (8) Maurizio Margaglio (6) | Vlag van Italië                | 2.0       | 1B           | 1B           | 1         | 1         |
| Zilver                     | Marina Anissina Gwendal Peizerat (8)          | Vlag van Frankrijk             | 3.6       | 1A           | 1A           | 2         | 2         |
| Brons                      | Irina Lobacheva Ilia Averbukh (8)             | Vlag van Rusland               | 5.8       | 3B           | 2B           | 3         | 3         |
| 4                          | Shae-Lynn Bourne Victor Kraatz (8)            | Vlag van Canada                | 7.4       | 2B           | 3B           | 4         | 4         |
| 5                          | Margarita Drobiazko Povilas Vanagas (10)      | Vlag van Litouwen              | 8.8       | 2A           | 2A           | 5         | 5         |
| 6                          | Galit Chait (7) Sergei Sakhnovski (6)         | Vlag van Israël                | 10.8      | 3A           | 3A           | 6         | 6         |
| 7                          | Kati Winkler Rene Lohse (7)                   | Vlag van Duitsland             | 12.8      | 4B           | 4B           | 7         | 7         |
| 8                          | Olena Hroesjyna Roeslan Hontsjarov (7)        | Vlag van Oekraïne              | 14.4      | 4A           | 4A           | 8         | 8         |
| 9                          | Naomi Lang Peter Tchernyshev (3)              | Vlag van Verenigde Staten      | 16.4      | 5B           | 5B           | 9         | 9         |
| 10                         | Albena Denkova (9) Maksim Staviski (5)        | Vlag van Bulgarije             | 18.0      | 5A           | 5A           | 10        | 10        |
| 11                         | Marie-France Dubreuil Patrice Lauzon (2)      | Vlag van Canada                | 20.0      | 6B           | 6B           | 11        | 11        |
| 12                         | Tatjana Navka (7) Roman Kostomarov (3)        | Vlag van Rusland               | 21.8      | 7A           | 6A           | 12        | 12        |
| 13                         | Isabelle Delobel Olivier Schoenfelder (4)     | Vlag van Frankrijk             | 24.0      | 8A           | 8A           | 13        | 13        |
| 14                         | Sylwia Nowak Sebastian Kolasinski (8)         | Vlag van Polen                 | 25.0      | 6A           | 7A           | 14        | 14        |
| 15                         | Eliane Hugentobler Daniel Hugentobler (4)     | Vlag van Zwitserland           | 26.8      | 7B           | 7B           | 15        | 15        |
| 16                         | Marika Humphreys (5) Vitali Baranov (1)       | Vlag van Verenigd Koninkrijk   | 29.8      | 9A           | 9A           | 16        | 16        |
| 17                         | Tanith Belbin Benjamin Agosto (1)             | Vlag van Verenigde Staten      | 30.6      | 8B           | 9B           | 17        | 17        |
| 18                         | Magali Sauri Michail Stifunin (1)             | Vlag van Frankrijk             | 32.2      | 9B           | 8B           | 18        | 18        |
| 19                         | Kristin Fraser (1) Igor Loekanin (2)          | Vlag van Azerbeidzjan          | 35.0      | 10B          | 10B          | 20        | 19        |
| 20                         | Agata Blazowska Marcin Kozubek (1)            | Vlag van Polen                 | 35.6      | 11A          | 10A          | 19        | 20        |
| 21                         | Gloria Agogliati (1) Luciano Milo (2)         | Vlag van Italië                | 37.8      | 10A          | 11A          | 21        | 21        |
| 22                         | Zita Gebora Andras Visontai (2)               | Vlag van Hongarije             | 41.0      | 13A          | 13A          | 23        | 22        |
| 23                         | Katarina Kovalova David Szurman (2)           | Vlag van Tsjechië              | 42.0      | 12B          | 11B          | 24        | 23        |
| 24                         | Nakako Tsuzuki (5) Rinat Farkhoutdinov (3)    | Vlag van Japan                 | 42.0      | 12A          | 12A          | 22        | 24        |
| Vrije kür niet bereikt     |                                               |                                |           |              |              |           |           |
| 25                         | Natalia Gudina Alexei Beletski (1)            | Vlag van Israël                |           | 11B          | 13B          | 25        |           |
| 26                         | Valentina Anselmi Fabrizio Pedrazzini (1)     | Vlag van Italië                |           | 14B          | 14B          | 26        |           |
| 27                         | Stephanie Rauer Thomas Rauer (3)              | Vlag van Duitsland             |           | 16B          | 12B          | 27        |           |
| 28                         | Zhang Weina Cao Xianming (3)                  | Vlag van China                 |           | 13B          | 15B          | 28        |           |
| 29                         | Anna Mosenkova (5) Sergei Sychov (2)          | Vlag van Estland               |           | 14A          | 15A          | 29        |           |
| 30                         | Alissa De Carbonnel Alexander Malkov (2)      | Vlag van Wit-Rusland           |           | 15A          | 14A          | 30        |           |
| Originele kür niet bereikt |                                               |                                |           |              |              |           |           |
| 31                         | Yang Tae-hwa Lee Chuen-gun (2)                | Vlag van Zuid-Korea            |           | 15B          | 16B          |           |           |
| 32                         | Portia Duval-Rigby Francis Rigby (2)          | Vlag van Australië             |           | 17A          | 16A          |           |           |
| 33                         | Kamilla Szolnoki Dejan Illes (1)              | Vlag van Kroatië               |           | 16A          | 17A          |           |           |
| 34                         | Zuzana Durkovska Marian Mesaros (2)           | Vlag van Slowakije             |           | 17B          | 17B          |           |           |
| 35                         | Ana Galitch (2) Andrei Shishkov (1)           | Vlag van Bosnië en Herzegovina |           | 18B          | 18B          |           |           |